# Jan Kirchhoff
Jan Tilman Kirchhoff (Frankfurt del Main, l'1 d'octubre de 1990) és un futbolista professional alemany que juga com a defensa central amb el Sunderland AFC.